# 杯葛
，在商業領域上則稱為不買運動，是指联合抵制某个个人或公司，甚至是國家的集體行為。通常普遍由于被杯葛者被认为做了不道德的行為，而具体行动则包括拒绝参加与被抵制者相关的活动等。更严厉的抵制则包括拒绝各种形式的贸易往来，这种杯葛运动则通常被支持者称为“禁运”。
这种不道德可以用任何语言来说明，也不一定是普遍的。一次杯葛根据时间长短和范围不同，可能更倾向于使冒犯者在精神上感到羞耻，而不是在经济上惩罚他们。如果是长期和广泛的，杯葛就成为道德的消费战术之一。

## 词源
臺灣、香港、澳門、新加坡、马来西亚等地常用的“杯葛”一词譯自英語，源自英军退役上尉查爾斯·杯葛（Charles Boycott），他退役后在爱尔兰担当梅欧郡地主欧恩伯爵的土地经纪人。1880年，因为反对当时的土地改革，拒绝降低地租，并驱逐佃户，受到了由爱尔兰土地联盟组织的抵制。当时查爾斯无法雇佣任何人收割农作物，直到爱尔兰联合主义者和英军志愿為他服務，但有时甚至需要7000个護衛来保护他，而最后也被迫离开了爱尔兰。由於杯葛是這場事件的第一位受害者，於是集體抵拒就被稱為「杯葛」。

## 实践
虽然直到1880年才发明「杯葛」一词，但其实践却可以至少追溯到1830年，当时美国全国黑人大会鼓励抵制奴隶生产的商品。其他的实践有非裔美国人在非裔美國人民權運動中进行的抵制；美国农场工人联合会组织的对葡萄和生菜的抵制；在美国革命期间美国人对英国商品的抵制。在印度由莫罕达斯·甘地组织的对英国商品的抵制；以及阿拉伯联盟对以色列和与以色列进行贸易的公司的抵制。1973年，阿拉伯国家规定的对西方国家的原油禁运，参见1973年石油危机。其他的例子还包括美国（在卡特总统领导下）为了抗议苏联侵略阿富汗，抵制在莫斯科举办的1980年夏季奥林匹克运动会，以及大多数社会主义阵营国家报复性地抵制在洛杉矶举办的1984年夏季奥林匹克运动会，以及在1980年代倡议从南非撤资，以抗议该国实行的种族隔离制度的运动。1989年中华人民共和国发生六四事件，世界各国纷纷进行制裁，其中美国和欧盟至今对中华人民共和国施行武器禁运。2008年西藏发生三一四事件，西方国家开始抵制北京奥运，英国和法国甚至出现抢夺圣火事件。

## 运用和效果
杯葛通常是一次性的行动，用于纠正单个显著的错误。如果延续为长时期活动，或者成为唤醒公众意识或改革法律和制度的整体计划一部分时，杯葛成为有良知的消费观的一部分，这些经济和政治的术语更好一些。
今天大多数有组织的贸易杯葛需要长期改变参与者的消费习惯，因此作为越大型的政治战略的一部分，在政策上就需要越长期的保证，比如整个商品市场的结构改革，或者政府出面倡导有良知的消费，例如上面提到的为抗议种族隔离制度而对南非公司进行的为时甚久的抵制。这些都扩展了杯葛的意义。
贸易杯葛的另一种形式是用相当产品替代，如Mecca可樂或Qibla可樂。
今天杯葛的一个主要目标是消费主义本身，例如感恩节后的星期五在全球范围进行的“国际无消费日”。另一个现代杯葛的例子是狄克西女子合唱團因成员娜塔丽·麦恩斯贬损小布什总统而被列入黑名单，结果是大多数乡村音乐电台都拒绝播放她们的音乐。